# Abborrtjärnen (Idre socken, Dalarna, 686271-132178)
Abborrtjärnen är en sjö i Älvdalens kommun i Dalarna och ingår i Dalälvens huvudavrinningsområde.